# Randa (distrikt)

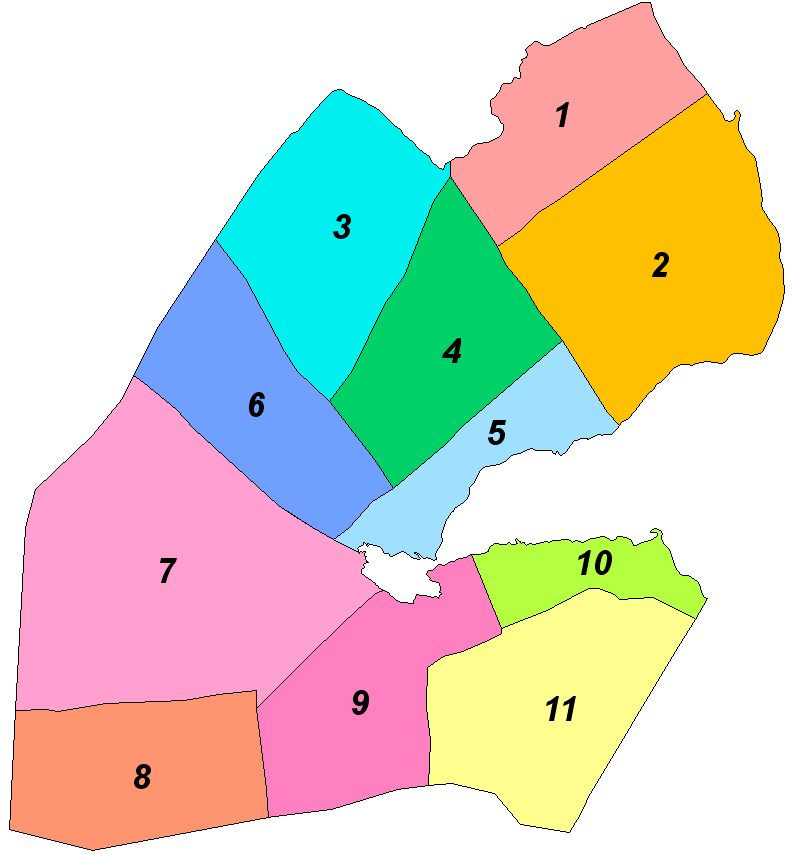
Djiboutis distrikt.
4=Randa

Randa är ett av Djiboutis elva distrikt. Distriktet ligger i regionen Tadjourah. Det gränsar i nordväst mot distriktet Dorra och i nordöst mot distrikten Alaili Dadda och Obock. I sydväst går gränsen mot distriktet Balha och i sydöst mot distriktet Tadjourah.

## Orter (urval)
- Randa